# ゴットシェー語
ゴットシェー語 （ゴットシェーご、Göttscheabarisch、ドイツ語: Gottscheerisch）は、インド・ヨーロッパ語族ゲルマン語派西ゲルマン語群高地ドイツ語の上部ドイツ語バイエルン語の南バイエルン語に属する言語。

## 概要
ゴットシェー語は現在のスロベニアのコチェービエで話されていることから、コチェービエ語（スロベニア語: kočevarščina）とも呼ばれ、またクライン地方（カルニオラ地方、クラニスカ地方）の領域であったことから、クライン語（Krainisch）、カルニオラ語（Carniolan）、クラニスカ語、グラニッシュ（Granish , Granisch）とも呼ばれる。ドイツ人居住地が存在した1941年までは、この地方の主要言語であった。今では、話者はスロベニアと他国合わせてもほとんどいない。

## 歴史
1330年ごろに西ケルンテンや東チロルからクライン地方に移民してきたことが、ゴットシェー語の形成の始まりである。書き言葉としては標準ドイツ語が使われてきたが、ゴットシェー語は口語として会話で用いられ、19世紀から20世紀前半までこの言語の民謡や民話は集められ、出版された。しかし、19世紀には多くの話者がアメリカ合衆国に移住し、第二次世界大戦中の1941年には、ドイツ軍による占領により他の地へ移住することになり、故郷のゴットシェーに残ったのはたったの数百人となり、さらに戦後、ユーゴスラビア政府によりゴットシェー語が禁じられることになり大打撃を受けることになった。